# Eskil Nord
Eskil Henrik Nord, född 20 november 1951, är en svensk jurist.
Efter juris kandidatexamen 1975 och notarietjänstgöring 1976–1978 antogs Eskil Nord som fiskal i Kammarrätten i Stockholm 1979 och blev assessor där 1984. Han var rättssakkunnig och kansliråd i Finansdepartementet 1984–1996 och rådman och chefsrådman vid Länsrätten i Stockholms län 1996–2001.
Eskil Nord var justitieråd i Högsta förvaltningsdomstolen 2001–2018.
Han är också ordförande i Fideikommissnämnden.